# Taane Milne

a Compétitions nationales et continentales officielles uniquement.

b Matchs officiels uniquement.
Taane Milne, né le 19 mai 1995 à Auckland (Nouvelle-Zélande), est un joueur de rugby à XIII néo-zélandais d'origine fidjienne évoluant au poste de centre. Il fait ses débuts en National Rugby League avec les Dragons de St. George Illawarra en 2016 avant de rejoindre en 2018 les Tigers de Wests. Il est parallèlement appelé en sélection avec les Fidji avec laquelle il dispute la demi-finale de la Coupe du monde 2017.

## Palmarès

### En sélection

#### Détails en sélection
| 1. | 6 mai 2017       | Tonga            | 24-26 | Amical         | Centre | 0  | 0 | 0 | 0 |
| 2. | 28 octobre 2017  | États-Unis       | 58-12 | Coupe du monde | Centre | 12 | 2 | 2 | 0 |
| 3. | 5 novembre 2017  | Pays de Galles   | 72-6  | Coupe du monde | Centre | 14 | 2 | 3 | 0 |
| 4. | 10 novembre 2017 | Italie           | 38-10 | Coupe du monde | Centre | 2  | 0 | 1 | 0 |
| 5. | 18 novembre 2017 | Nouvelle-Zélande | 4-2   | Coupe du monde | Centre | 2  | 0 | 1 | 0 |
| 6. | 24 novembre 2017 | Australie        | 6-54  | Coupe du monde | Centre | 0  | 0 | 0 | 0 |

### En club

#### Statistiques
| Saison | Club                         | Compétition           | Matchs | Points | Essais | Goals | Drops |
| ------ | ---------------------------- | --------------------- | ------ | ------ | ------ | ----- | ----- |
| 2016   | St. George Illawarra Dragons | National Rugby League | 7      | 0      | 0      | 0     | 0     |
| 2017   | St. George Illawarra Dragons | National Rugby League | 11     | 4      | 1      | 0     | 0     |
| 2018   | Wests Tigers                 | National Rugby League | 0      | 0      | 0      | 0     | 0     |
| 2019   | New Zealand Warriors         | National Rugby League | 1      | 0      | 0      | 0     | 0     |
| 2021   | South Sydney Rabbitohs       | National Rugby League | 0      | 0      | 0      | 0     | 0     |